# Cox & Forkum
Cox & Forkum er navnet på et amerikansk kunstnerhold kendt for deres politiske satiretegninger. Holdet består af John Cox som tegner og Allen Forkum som illustrator. Cox & Forkums tegninger hoveddistributionskilde er over Internettet, men de har også været udgivet i aviser, magasiner og som bogform i tre samlinger.
Cox & Forkum er selverklærede objektivister, og det er generelt set fra dette perspektiv tegningerne tager udgangspunkt. Om end de ofte tager et mere generelt konservativt synspunkt, kritisere de gerne republikanerne hvor deres politik strider mod det objektivismen; så som emner vedrørende religion, abort, indvandring og statslig regulering af privatejede selskaber.
Cox & Forkum er kendte for at fokusere meget på Krigen mod terrorisme og fundamentalistisk Islam såvel som støtten til Israel.

## Udgivelser
- Black & White World ISBN 0-9724569-0-2
- Black & White World II ISBN 0-9724569-1-0
- Black & White World III ISBN 0-9724569-2-9